# Piotruś (gra karciana)
Piotruś (inaczej: loteryjka, Czarny Piotruś) – prosta gra karciana przeznaczona dla dzieci, w której uczestniczyć może od 2 do 4–5 graczy. Talia do gry zawiera 25 kart: 12 par z obrazkami tego samego rodzaju w każdej parze oraz „czarnego Piotrusia”, niemającego pary. Spotykane są także większe zestawy, np. 33-kartowy z 16 parami, a także takie, w których zamiast kart używane są żetony itp. Ich liczba, niezależnie od wariantu, jest zawsze nieparzysta: składa się z pewnej liczby par plus jeden.
„Piotruś” ma wyrabiać spostrzegawczość, rozwijać skojarzenia, a także uczyć zachowań społecznych. Istnieją odmiany loteryjki, wymagające np. umiejętności układania wyrazów z sylab na kartach, sumowania liczb itp.
Pary na obrazkach dobiera się na ogół kierując się względami edukacyjnymi. Mogą być to na przykład postacie z bajek (np. karta z Jasiem i z Małgosią, z królewną Śnieżką i z krasnoludkami, z Czerwonym Kapturkiem i wilkiem itp.), zwierzęta (kogut i kura, jeleń i łania, baran i owca itp.) i wszelkie inne tego rodzaju zestawienia, zależnie od tego, czy gra przeznaczona ma być dla najmłodszych, np. czterolatków, czy dla starszych dzieci.

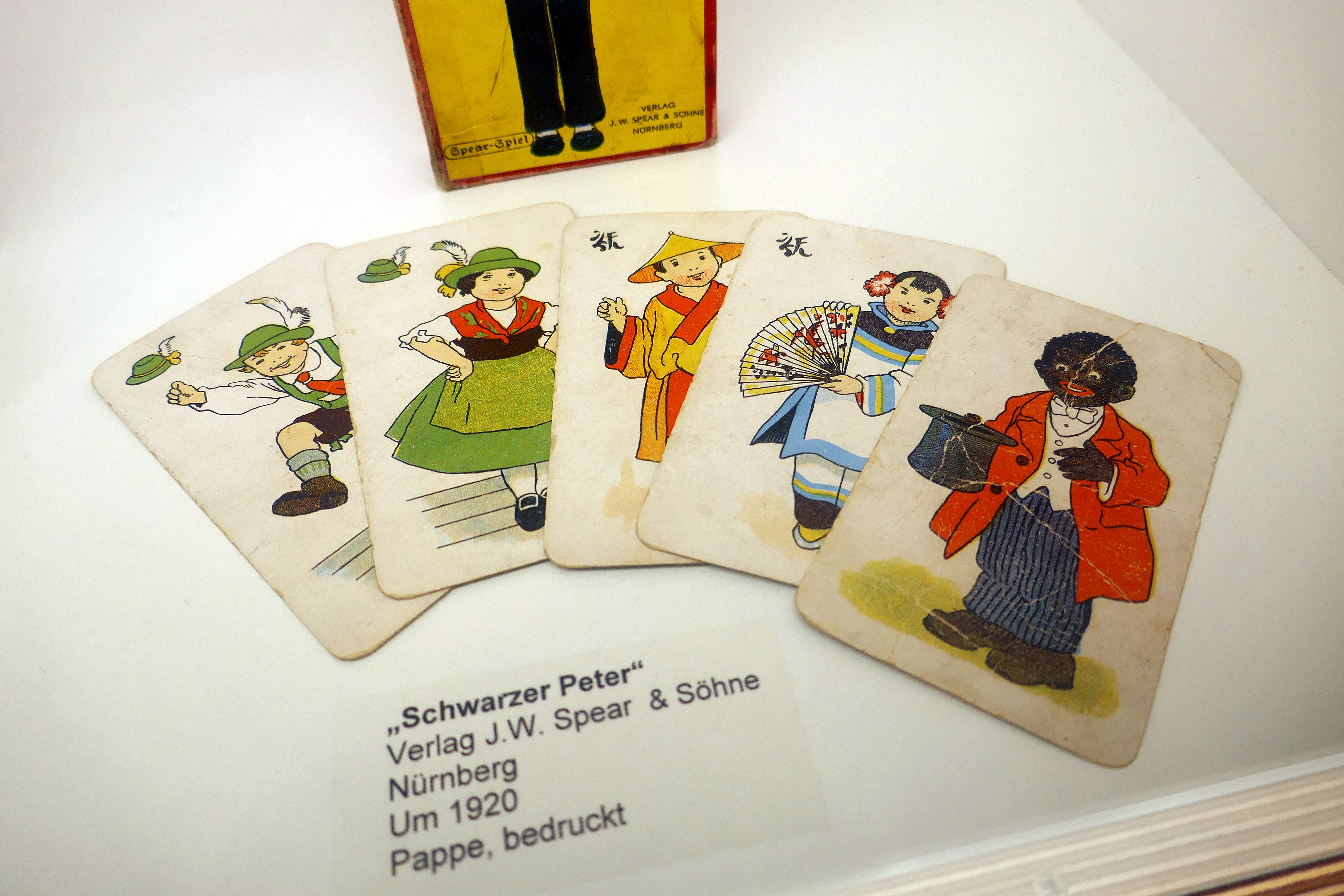
Karty do Piotrusia z 1920 autorstwa firmy J. W. Spear & Sons

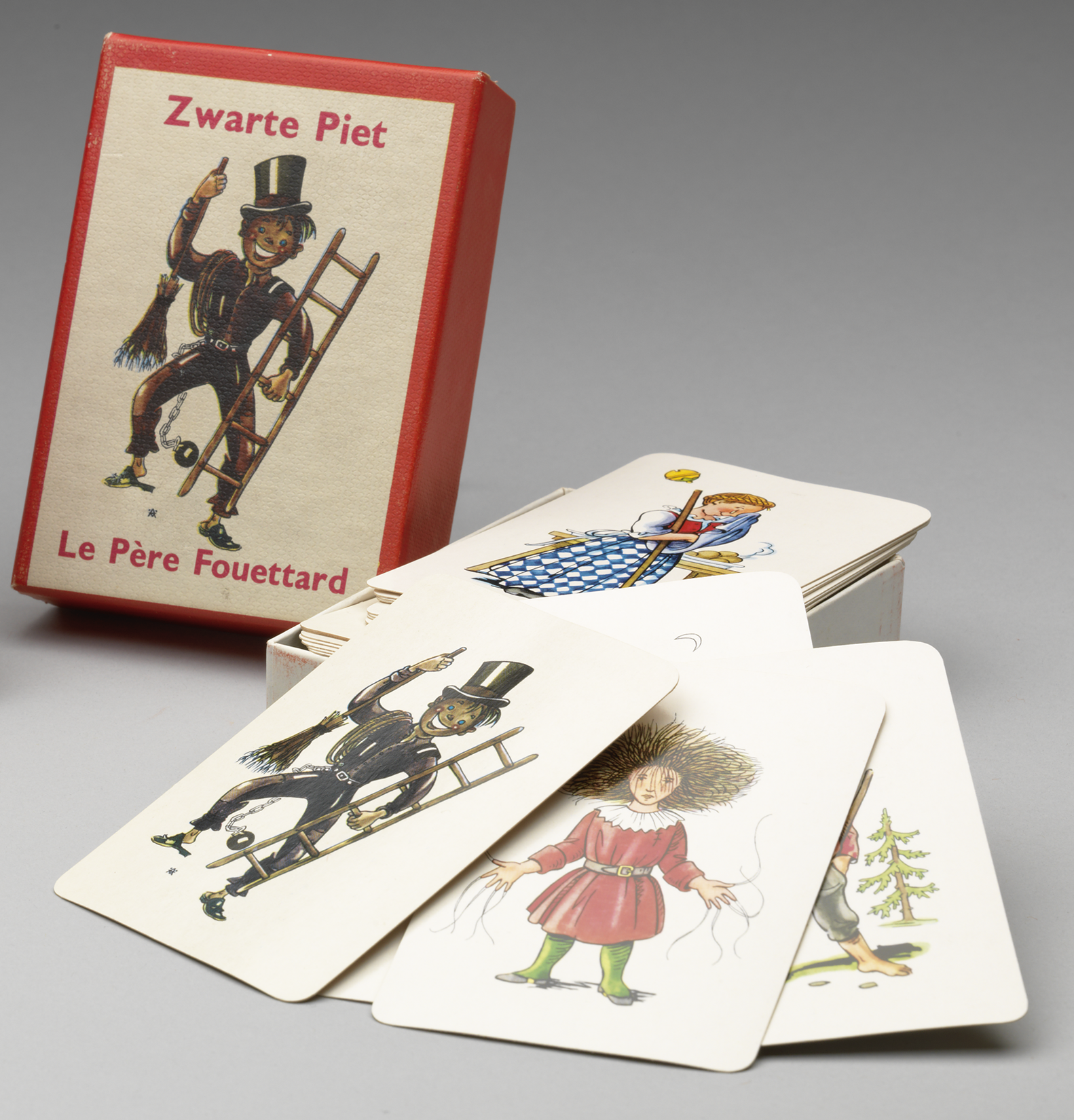
Niderlandzka paczka kart do Piotrusia z 1953 roku. Tytułowy Czarny Piotruś to w tym zestawie kominiarz

## Przebieg gry
Rozdawane są wszystkie karty kolejno wszystkim graczom. Bez znaczenia jest fakt, że nie wszyscy otrzymają tę samą liczbę kart. Można też poprzestać na rozdaniu tylko po cztery lub pięć. Zależy to od wieku graczy – im młodsze dzieci, tym trudniej im przeanalizować większy wachlarz kart.
Z otrzymanych kart należy wyjąć i odłożyć na bok wszystkie otrzymane pary. Odkładane pary można pokazać innym graczom w celu sprawdzenia, czy gracz nie pomylił się w doborze pary, co przydarzyć się może młodszym dzieciom. Następnie dochodzi do fazy drugiej: każdy gracz kolejno, zgodnie z ruchem wskazówek zegara, dobiera sobie po jednej karcie: jeśli na początku nie rozdano wszystkich, to dobiera się z nierozdanej kupki, jeśli tej już nie ma – to dobiera się kolejno – na chybił trafił – karty od gracza siedzącego po prawej stronie, wyciągając je z trzymanego przez niego wachlarza kart.
Gracz nie może zobaczyć, jaką kartę wyciąga. Jeśli dobrana karta utworzy parę z inną już posiadaną, wówczas tę parę, tak jak w poprzedniej fazie gry, gracz odkłada na bok. Czynności te wykonują kolejno wszyscy gracze aż do skutku: jeśli gracz mający w ręce tylko jedną kartę, dobierając od sąsiada natrafi na uzupełnienie swojej do pary – odkłada ją i zostaje bez żadnej karty, podobnie jak ten, od którego sąsiad ma wylosować kartę, a trzyma w ręku tylko jedną. Gracze, którzy pozbyli się kart – wychodzą z rozgrywki: wygrywają. Ten, kto po pozbyciu się przez pozostałych graczy kart zostaje z „Piotrusiem” w ręku, przegrywa.